# Alto del Carmen
Alto del Carmen är en kommun i Chile.   Den ligger i provinsen Provincia de Huasco och regionen Región de Atacama, i den centrala delen av landet, 500 km norr om huvudstaden Santiago de Chile.
Omgivningarna runt Alto del Carmen är i huvudsak ett öppet busklandskap. Trakten runt Alto del Carmen är nära nog obefolkad, med mindre än två invånare per kvadratkilometer.